# Сјуенцанг
Сјуенцанг (кин: 玄奘; пин: Xuánzàng; 6. април 602 — 5. фебруар 664), право име Чен Ји (кин: 陈祎), био је кинески будистички монах, путник и преводилац из 7. века. Његов допринос се највише огледа у преводу текстова донетих током његовог 17-годишњег путовања из Индије. Пркосио је забрани свог краљевства да путује у иностранство, пробијајући се кроз централноазијске градове као што је Хотан. Његови списи су били инспирација за дело Путовање на запад.